# Ichneumon peroratus
Ichneumon peroratus är en stekelart som först beskrevs av Cameron 1908.  Ichneumon peroratus ingår i släktet Ichneumon och familjen brokparasitsteklar. Inga underarter finns listade i Catalogue of Life.